# Kurt Meier-Boudane
Kurt Meier-Boudane (* 9. Juni 1947 in St. Gallen, Kanton St. Gallen, Schweiz; † 14. August 2014 in Tromsø, Norwegen) war ein Schweizer Schachspieler, der international die Seychellen vertrat.

## Leben
Meier war bis zu seinem Tod Mitglied der Schweizer Schachsenioren und des Schachteams aus Niederrohrdorf. Er nahm seit 2007 regelmäßig an Senioren-Schachturnieren in Adelboden teil. Er vertrat international seit 2006 die Seychellen und spielte für die Seychellen die 16. offene Schachmeisterschaft 2014 in Dubai und vier Schacholympiaden (2006, 2008, 2010 und 2014). Meier war zudem Fernschachspieler, der in der Liste des dritten Quartals 2014 sein höchstes ICCF-Rating von 2359 erreichte und international die Schweiz vertrat.  Er vertrat bis 2007 die Schweiz bei Schach-Freundschaftsspielen gegen die USA, die Niederlande, Schweden, Spanien und Finnland sowie Deutschland. Im letzten Freundschaftsspiel gegen Deutschland erreichte Meier das Finale gegen SIM Hartmut Höbel. Meier lebte zuletzt in Wattenwil und war bis zu seiner Rente Journalist und Mitarbeiter der Badischen Zeitung. In der Schweizer Schachbundesliga spielte er in den Saisons 2006, 2006/07 und 2008/09 für den SC Niederrohrdorf, mit dem er auch dreimal am European Club Cup teilnahm. Seine letzte Elo-Zahl war 1944, seine höchste Elo-Zahl von 2124 erreichte er im April 2005. Nachdem er auf der Schacholympiade 2008 in Dresden 50 % (5,5 Punkte aus 11 Partien) erreichte, wurde ihm der Titel Candidate Master (CM) verliehen.
Meier starb während der Schacholympiade 2014 am 14. August 2014 an einem Herzinfarkt. Er spielte zu dem Zeitpunkt die Finalrunde gegen Alain Patience Niyibizi aus Ruanda. Es war nicht der einzige Todesfall: Am gleichen Abend wurde der für ICCD startende usbekische Schachteilnehmer Alisher Anarkulow (1969–2014) tot im Hotelzimmer aufgefunden.

## Erfolge
- 2009: Schweizer Senioren-Meister[15]